# Zinapolys zipius
Zinapolys zipius är en mångfotingart som beskrevs av Chamberlin 1912. Zinapolys zipius ingår i släktet Zinapolys och familjen stenkrypare. Inga underarter finns listade i Catalogue of Life.